# Интеграл Римана

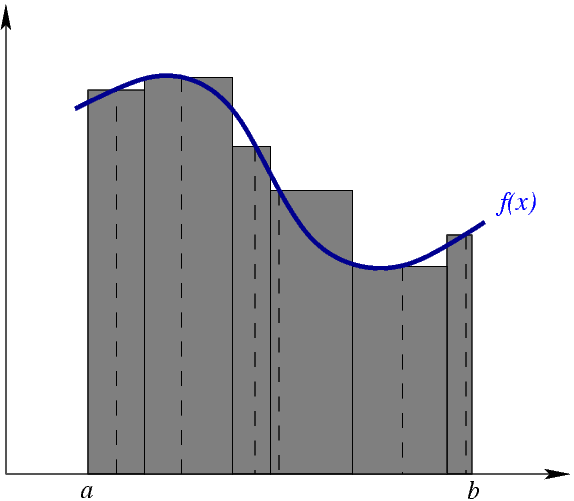
Геометрический смысл интеграла Римана

Интегра́л Ри́мана — наиболее широко используемый вид определённого интеграла. Очень часто под термином «определённый интеграл» понимается именно интеграл Римана, и он изучается самым первым из всех определённых интегралов во всех курсах математического анализа. Введён Бернхардом Риманом в 1854 году, и является одной из первых формализаций понятия интеграла.

## Неформальное описание

Риманова сумма (суммарная площадь прямоугольников) в пределе, при измельчении разбиения, дает площадь подграфика.

Интеграл Римана есть формализация понятия площади под графиком. Разобьём отрезок, над которым мы ищем площадь, на конечное число подотрезков. На каждом из подотрезков выберем некоторую точку графика и построим вертикальный прямоугольник с подотрезком в качестве основания до той самой точки графика. Рассмотрим фигуру, полученную из таких прямоугольников. Площадь S такой фигуры при конкретном разбиении на отрезки длинами {\displaystyle \Delta x_{i}} будет задаваться суммой:
{\displaystyle \sigma =\sum _{i}f(x_{i})\Delta x_{i}}
Интуитивно понятно, что если мы будем уменьшать длины этих подотрезков, то площадь такой фигуры будет всё больше и больше приближаться к площади под графиком. Именно это замечание и приводит к определению интеграла Римана.

## Определение

### Классическое определение
Пусть на отрезке {\displaystyle [a,b]} определена вещественнозначная функция {\displaystyle f}. Будем считать {\displaystyle a<b}.
Для определения интеграла прежде всего необходимо сначала определить понятие разбиения отрезка и остальные связанные с ним определения.
Разбиением (неразмеченным) отрезка {\displaystyle [a,b]} назовём конечное множество точек отрезка {\displaystyle [a,b]}, в которое входят точки {\displaystyle a} и {\displaystyle b}. Как видно из определения, в разбиение всегда входят хотя бы две точки. Точки разбиения можно расположить по возрастанию: {\displaystyle a=x_{0}<x_{1}<x_{2}<\dots <x_{n-1}<x_{n}=b}. Множество всех разбиений отрезка {\displaystyle [a;b]} будем обозначать {\displaystyle T[a;b]}.
Точки разбиения, между которыми нет других точек разбиения, называются соседними. Отрезок, концами которого являются соседние точки разбиения, называется частичным отрезком разбиения. Такие отрезки обозначим {\displaystyle \Delta _{i}=[x_{i-1};x_{i}]}. Длину частичного отрезка разбиения {\displaystyle \Delta _{i}} обозначим за {\displaystyle \Delta x_{i}}. Длина наибольшего из отрезков называется диаметром разбиения. Для разбиения {\displaystyle \tau } его диаметр обозначим как {\displaystyle d(\tau )}.
Разметкой разбиения называется конечное упорядоченное множество {\displaystyle (\xi _{1},\ldots ,\xi _{n})} такое, что {\displaystyle \xi _{i}\in \Delta _{i}}. Множество всех разметок разбиения {\displaystyle \tau } будем обозначать как {\displaystyle \Xi (\tau )}.
Размеченным разбиением называется упорядоченная пара {\displaystyle (\tau ,\xi )}, где {\displaystyle \tau } — неразмеченное разбиение, {\displaystyle \xi } — некоторая разметка {\displaystyle \tau }. Множество всех размеченных разбиений отрезка {\displaystyle [a;b]} будем обозначать как {\displaystyle T'[a;b]}.
После всех этих определений можно приступить к непосредственному определению интеграла Римана.
Пусть задано некоторое размеченное разбиение {\displaystyle (\tau ,\xi )}. Интегральной суммой Римана функции {\displaystyle f} на размеченном разбиении {\displaystyle (\tau ,\xi )} называется {\displaystyle \sigma (f,\tau ,\xi )=\sum _{i=1}^{n}f(\xi _{i})\Delta x_{i}}. Интегралом Римана будет предел этих сумм при диаметре разбиения, стремящемуся к нулю. Однако здесь есть одна тонкость: это предел от функции с отмеченными разбиениями в качестве аргументов, а не числами, и обычное понятие предела при стремлении к точке здесь неприменимо. Необходимо дать формальное описание того, что же мы имеем в виду под фразой «предел при диаметре разбиения, стремящемуся к нулю» 
Пусть {\displaystyle g:T'[a;b]\rightarrow \mathbb {R} } — функция, ставящая в соответствие размеченному разбиению некоторое число. Число {\displaystyle c} называется пределом функции {\displaystyle g} при диаметре разбиений, стремящемуся к нулю, если
{\displaystyle \forall \varepsilon >0\ \exists \delta >0\ \forall (\tau ,\xi )\in T'[a;b],d(\tau )<\delta :|g(\tau ,\xi )-c|<\varepsilon }
Обозначение: {\displaystyle c=\lim _{d(\tau )\to 0}g(\tau ,\xi )}
Такой предел является частным случаем предела по базе. Действительно, обозначим множество всех размеченных разбиений с диаметром меньше {\displaystyle \delta } как {\displaystyle D'_{\delta }}. Тогда множество {\displaystyle {\mathfrak {B}}=\{D'_{\delta }|\delta >0\}} является базой на множестве {\displaystyle T'[a;b]}, а предел, определённый выше, есть не что иное, как предел по этой базе. Таким образом, для таких пределов выполняются все свойства, присущие пределам по базе.
Наконец, мы можем дать определение интеграла Римана. Интегралом Римана функции {\displaystyle f} в пределах от {\displaystyle a} до {\displaystyle b} называется предел интегральных сумм Римана функции {\displaystyle f} на размеченных разбиениях отрезка {\displaystyle [a;b]} при диаметре разбиения, стремящемуся к нулю. С использованием обозначения интеграла это записывается так:
{\displaystyle \int _{a}^{b}f(x)\,dx=\lim _{d(\tau )\to 0}\sigma (f,\tau ,\xi )}
Интеграл Римана также определяется для случая {\displaystyle a\geq b}. Для {\displaystyle a>b} он определяется как
{\displaystyle \int _{a}^{b}f(x)\,dx=-\int _{b}^{a}f(x)\,dx}
Для {\displaystyle a=b} как
{\displaystyle \int _{a}^{a}f(x)\,dx=0}

### Через интегралы Дарбу
Интеграл Римана можно определить альтернативным способом через интегралы Дарбу. Обычно такое определение доказывается как свойство, а теорема об их эквивалентности называется теоремой Дарбу. Преимущества такого определения в том, что оно позволяет обойтись без понятия размеченного разбиения, предела по разбиению и даёт более наглядный взгляд на понятие интегрируемости.
Для неразмеченного разбиения {\displaystyle \tau } обозначим за {\displaystyle m_{i}} точную нижнюю грань функции {\displaystyle f} на отрезке {\displaystyle \Delta _{i}}, за {\displaystyle M_{i}} — точную верхнюю грань.
Нижней суммой Дарбу называется {\displaystyle s(f,\tau )=\sum _{i=1}^{n}m_{i}\Delta x_{i}}.
Верхней суммой Дарбу называется {\displaystyle S(f,\tau )=\sum _{i=1}^{n}M_{i}\Delta x_{i}}.
Нижним интегралом Дарбу называется {\displaystyle I_{*}=\sup _{\tau \in T[a;b]}s(f,\tau )}.
Верхним интегралом Дарбу называется {\displaystyle I^{*}=\inf _{\tau \in T[a;b]}S(f,\tau )}.
Интегралы Дарбу существуют для любой ограниченной на отрезке интегрирования функции. Если интегралы Дарбу совпадают и конечны, то функция {\displaystyle f} называется интегрируемой по Риману на отрезке {\displaystyle [a;b]}, а само это число — интегралом Римана.
Интеграл Дарбу может быть определён также через предел по неразмеченным разбиениям, при диаметре разбиения, стремящемуся к нулю. Предел по неразмеченным разбиениям определяется аналогично пределу по размеченным, но мы дадим формализацию и этого понятия тоже. Пусть {\displaystyle g:T[a;b]\rightarrow \mathbb {R} } — функция, ставящая в соответствие неразмеченному разбиению некоторое число. Число {\displaystyle c} называется пределом функции {\displaystyle g} при диаметре разбиений, стремящемуся к нулю, если
{\displaystyle \forall \varepsilon >0\ \exists \delta >0\ \forall \tau \in T[a;b],d(\tau )<\delta :|g(\tau )-c|<\varepsilon }
Обозначение: {\displaystyle c=\lim _{d(\tau )\to 0}g(\tau )}
Такой предел также является частным случаем предела по базе. Базой здесь будет множество {\displaystyle {\mathfrak {B}}=\{D_{\delta }|\delta >0\}}, где {\displaystyle D_{\delta }=\{\tau \in T[a;b]|d(\tau )<\delta \}}. Тогда:
Нижним интегралом Дарбу называется {\displaystyle I_{*}=\lim _{d(\tau )\to 0}s(f,\tau )}.
Верхним интегралом Дарбу называется {\displaystyle I^{*}=\lim _{d(\tau )\to 0}S(f,\tau )}.

## Интегрируемые функции
Функция, для которой интеграл Римана в пределах от {\displaystyle a} до {\displaystyle b} существует (если предел равен бесконечности, то считается, что интеграл не существует), называется интегрируемой по Риману на отрезке [a;b]. Множество функций {\displaystyle f:[a;b]\rightarrow \mathbb {R} }, интегрируемых на отрезке {\displaystyle [a;b]}, называется множеством интегрируемых на {\displaystyle [a;b]} функций и обозначается {\displaystyle R[a;b]}.
Основным и наиболее удобным условием интегрируемости является критерий Лебега: множество интегрируемых на отрезке функций это в точности множество ограниченных и непрерывных почти всюду на этом отрезке функций. Этот критерий позволяет практически сразу получить большинство достаточных условий интегрируемости. Однако доказательство данного утверждения довольно сложное, из-за чего при методическом изложении его часто опускают и основывают дальнейшие доказательства на критерии Римана. Доказательства существования интеграла Римана на основе критерия Римана получаются сложнее, чем на основе критерия Лебега.

### Критерии интегрируемости
- Критерий Коши. Функция интегрируема по Риману на отрезке {\displaystyle [a,b]}, если

{\displaystyle \forall \varepsilon >0\ \exists \delta >0\ \forall (\tau ',\xi '),(\tau '',\xi '')\in T'[a;b],d(\tau ')<\delta ,d(\tau '')<\delta :|\sigma (f,\tau ',\xi ')-\sigma (f,\tau '',\xi '')|<\varepsilon }
Данный критерий есть не что иное, как запись критерия Коши сходимости по базе для случая интеграла Римана.
- Критерий Дарбу. Функция интегрируема по Риману на отрезке {\displaystyle [a,b]}, тогда и только тогда, когда верхний интеграл Дарбу совпадает с нижним и конечен.[13]

На этом критерии основывается альтернативное определение интеграла Римана.
- Критерий Римана. Определим колебание функции {\displaystyle f(x)} на множестве {\displaystyle E} как {\displaystyle \omega (f,E)=\sup _{x\in E}f(x)-\inf _{x\in E}f(x)=\sup _{x,y\in E}|f(x)-f(y)|}.[14]

Тогда {\displaystyle \Omega }-суммой функции {\displaystyle f} на разбиении {\displaystyle \tau } называется {\displaystyle \Omega (f,\tau )=\sum _{i=1}^{n}\omega (f,\Delta _{i})=S(f,\tau )-s(f,\tau )}.
Функция интегрируема по Риману тогда и только тогда, когда она ограничена и предел {\displaystyle \Omega }-сумм при стремлении диаметра разбиения к нулю равен {\displaystyle 0}.
- Инфимум-критерий Римана. Есть также вариация критерия Римана с использованием понятия точной грани, а не предела: функция интегрируема тогда и только тогда, когда {\displaystyle \inf _{\tau \in T[a;b]}\Omega (f,\tau )=0}.[18][19]
- Специальный критерий Римана. На самом деле в критерии Римана можно потребовать более слабые условия.

Обозначим за {\displaystyle \tau _{n}} разбиение отрезка на {\displaystyle n} равных сегментов. Функция интегрируема на этом отрезке тогда и только тогда, когда последовательность {\displaystyle \Omega (f,\tau _{n})} стремится к нулю.
- Специальный инфинум-критерий Римана. Функция интегрируема на отрезке тогда и только тогда, когда {\displaystyle \inf _{n\in \mathbb {N} }\Omega (f,\tau _{n})=0}.[21]
- Критерий Дюбуа-Реймона. Определим колебание функции в точке как точную нижнюю грань значения колебаний функции в окрестности этой точки (если область определения функции не включает полную окрестность точки, то тогда рассматриваются только те точки окрестности, которые входят в область определения).

{\displaystyle \omega (f,x_{0})=\inf _{U(x_{0})}\omega (f,U(x_{0})\cap X)}
По сути колебание функции в точке представляет собой отличие функции от непрерывной. В точке непрерывности оно равно {\displaystyle 0}, в точке разрыва оно больше {\displaystyle 0}.
Функция интегрируема по Риману тогда и только тогда, когда она ограничена и для любых {\displaystyle \varepsilon } множество всех точек {\displaystyle x\in [a;b]} в котором {\displaystyle \omega (f,x)\geq \varepsilon } имеет нулевую меру Жордана (то есть для любого {\displaystyle \delta >0} может быть покрыто конечным множеством интервалов с суммарной длиной меньше {\displaystyle \delta }).
- Критерий Лебега. Функция интегрируема по Риману на отрезке {\displaystyle [a,b]}, тогда и только тогда, когда на этом отрезке она ограничена, и множество точек, где она разрывна, имеет нулевую меру Лебега (то есть для любого {\displaystyle \varepsilon >0} может быть покрыто счётным семейством интервалов с суммарной длиной меньше {\displaystyle \varepsilon }).[23]

### Достаточные условия интегрируемости
Все перечисленные далее достаточные условия интегрируемости практически сразу следуют из критерия Лебега.
- Непрерывная на отрезке функция интегрируема на нём[24]
- Ограниченная на отрезке функция, разрывная в конечном числе его точек, интегрируема на этом отрезке[25]
- Монотонная на отрезке функция, интегрируема на нём[26]
- Произведение интегрируемой функции на число интегрируемо[27]
- Сумма интегрируемых функций интегрируема[27]
- Произведение интегрируемых функций интегрируемо[28]
- Если отношение двух интегрируемых функций ограничено, то оно интегрируемо. Частный случай — если множество значений знаменателя не имеет {\displaystyle 0} предельной точкой.[14]
- Модуль интегрируемой функции интегрируем.[29]
- Композиция функций {\displaystyle f(g(x))}, где {\displaystyle f} — непрерывна на отрезке {\displaystyle [\inf g(x),\sup g(x)]}, а {\displaystyle g} — интегрируема на {\displaystyle [a;b]}, интегрируема на {\displaystyle [a;b]}.[30]
- Если функция интегрируема на некотором отрезке, то она интегрируема на любом из его подотрезков.[31]
- Пусть {\displaystyle a<b<c} и функция {\displaystyle f} интегрируема на {\displaystyle [a;b]} и {\displaystyle [b;c]}. Тогда она интегрируема на {\displaystyle [a;c]}.[32]

## Свойства
Дальнейшие свойства выполняются только если соответствующие интегралы существуют.
- Необходимое условие интегрируемости. Интегрируемая на отрезке {\displaystyle [a;b]} функция ограничена на нём.[33]
- Неотрицательность. Для неотрицательной на отрезке {\displaystyle [a;b]} функции, {\displaystyle a<b}
{\displaystyle \int _{a}^{b}f(x)\,dx\geq 0}[34]
- Положительность. Для неотрицательной и непрерывной на отрезке {\displaystyle [a;b]} функции, {\displaystyle a<b}, которая хотя бы в одной точке отлична от нуля
{\displaystyle \int _{a}^{b}f(x)\,dx>0}[35]
- Линейность.
{\displaystyle \int _{a}^{b}(f(x)+g(x))\,dx=\int _{a}^{b}f(x)\,dx+\int _{a}^{b}g(x)\,dx}[27]

Для существования всех этих трёх интегралов достаточно существования двух из них.
Для любого {\displaystyle \lambda \in \mathbb {R} }
{\displaystyle \int _{a}^{b}\lambda f(x)\,dx=\lambda \int _{a}^{b}f(x)\,dx}
Из существования правого интеграла следует существование левого. Если {\displaystyle \lambda \neq 0}, то из существования левого следует существование правого.
- Аддитивность. Для произвольных чисел {\displaystyle a,b,c}
{\displaystyle \int _{a}^{c}f(x)\,dx=\int _{a}^{b}f(x)\,dx+\int _{b}^{c}f(x)\,dx}[32]

Для существования всех этих трёх интегралов достаточно либо существования интеграла по большему отрезку, либо по двум меньшим.
- Монотонность. Пусть {\displaystyle a<b} и {\displaystyle f(x)\leq g(x)} на {\displaystyle [a;b]}. Тогда
{\displaystyle \int _{a}^{b}f(x)\,dx\leq \int _{a}^{b}g(x)\,dx}[34]
- Оценка. Пусть {\displaystyle a<b}, {\displaystyle m=\inf _{x\in [a;b]}f(x)}, {\displaystyle M=\sup _{x\in [a;b]}f(x)}. Тогда

{\displaystyle m(b-a)\leq \int _{a}^{b}f(x)\,dx\leq M(b-a)}
- Оценка модуля. Пусть {\displaystyle a<b}.
{\displaystyle \left|\int _{a}^{b}f(x)\,dx\right|\leq \int _{a}^{b}\left|f(x)\right|\,dx}[29]

Для существования этих двух интегралов достаточно существования левого интеграла.
Существует вариация этого свойства на случай произвольных {\displaystyle a} и {\displaystyle b}.
{\displaystyle \left|\int _{a}^{b}f(x)\,dx\right|\leq \left|\int _{a}^{b}\left|f(x)\right|\,dx\right|}
- Теорема о среднем. Для лучшего понимания сначала сформулируем теорему о среднем в несколько упрощённой формулировке.

Средним значением функции {\displaystyle f} на отрезке {\displaystyle [a;b]} называется {\displaystyle {\frac {1}{b-a}}\int _{a}^{b}f(x)\,dx}.
Теорема о среднем гласит: непрерывная на отрезке функция в некоторой точке этого отрезка принимает своё среднее значение.
{\displaystyle \exists c\in [a;b]:f(c)={\frac {1}{b-a}}\int _{a}^{b}f(x)\,dx}
Можно записать это условие без деления на {\displaystyle b-a}, чтобы покрыть случай, когда {\displaystyle a=b}.
{\displaystyle \exists c\in [a;b]:\int _{a}^{b}f(x)\,dx=f(c)(b-a)}
В такой записи теорема о среднем верна для любых значений {\displaystyle a} и {\displaystyle b}.
На деле же верно куда более общее условие. Пусть {\displaystyle f} интегрируема на {\displaystyle [a;b]}, {\displaystyle m=\inf _{x\in [a;b]}f(x)}, {\displaystyle M=\sup _{x\in [a;b]}f(x)}. Тогда
{\displaystyle \exists \mu \in [m;M]:\int _{a}^{b}f(x)\,dx=\mu (b-a)}
Эту теорему также иногда называют интегральной теоремой о среднем для отличия от следующей.
- Обобщённая теорема о среднем. Пусть функция {\displaystyle f} интегрируема на отрезке {\displaystyle [a;b]}, {\displaystyle m=\inf _{x\in [a;b]}f(x)}, {\displaystyle M=\sup _{x\in [a;b]}f(x)}, а функция {\displaystyle g} интегрируема и знакопостоянна. Тогда

{\displaystyle \exists \mu \in [m;M]:\int _{a}^{b}f(x)g(x)\,dx=\mu \int _{a}^{b}g(x)\,dx}
Теорема вновь верна для любых {\displaystyle a} и {\displaystyle b}.
Для этой теоремы можно также привести вариацию в случае непрерывности {\displaystyle f}.
{\displaystyle \exists c\in [a;b]:\int _{a}^{b}f(x)g(x)\,dx=f(c)\int _{a}^{b}g(x)\,dx}
Иногда теоремой о среднем называют именно эту теорему, а не предыдущую. Также, для отличия от последующей, эту теорему называют первой теоремой о среднем.
- Вторая теорема о среднем. Пусть функция {\displaystyle f} интегрируема на отрезке {\displaystyle [a;b]}, а функция {\displaystyle g} монотонна. Тогда

{\displaystyle \exists c\in [a;b]:\int _{a}^{b}f(x)g(x)\,dx=g(a)\int _{a}^{c}f(x)\,dx+g(b)\int _{c}^{b}f(x)\,dx}
У второй теоремы о среднем есть вариации для неотрицательных функций {\displaystyle g}. Пусть функция {\displaystyle f} интегрируема на отрезке {\displaystyle [a;b]}, а функция {\displaystyle g} неотрицательна и не возрастает. Тогда
{\displaystyle \exists c\in [a;b]:\int _{a}^{b}f(x)g(x)\,dx=g(a)\int _{a}^{c}f(x)\,dx}
Пусть функция {\displaystyle f} интегрируема на отрезке {\displaystyle [a;b]}, а функция {\displaystyle g} неотрицательна и не убывает. Тогда
{\displaystyle \exists c\in [a;b]:\int _{a}^{b}f(x)g(x)\,dx=g(b)\int _{c}^{b}f(x)\,dx}
- Независимость от множеств меры нуль. Если две функции интегрируемы на отрезке и равны на нём почти всюду, то их интегралы также равны. Таким образом, значение интеграла Римана не зависит от значения функции на множестве меры нуль. Однако его существование зависит: к примеру ноль и функция Дирихле равны почти всюду, однако интеграл от первой функции существует, а от второй нет.

## Интеграл с верхним переменным пределом
Функция {\displaystyle h(x)}, определяемая при помощи интеграла следующим образом
{\displaystyle h(x)=\int _{a}^{x}f(t)\,dt}
называется интегралом с верхним переменным пределом.
Свойства:
- Область определения {\displaystyle \int _{a}^{x}f(t)\,dt} есть промежуток, в который входит точка {\displaystyle a}
- Интеграл с верхним переменным пределом {\displaystyle \int _{a}^{x}f(t)\,dt} непрерывен.[38]
- Более того, интеграл с верхним переменном пределом является Липшицевой функцией[44]
- В точках {\displaystyle x}, в которых {\displaystyle f(x)} непрерывна, интеграл с верхним переменным пределом {\displaystyle \int _{a}^{x}f(t)\,dt} дифференцируем и значение его производной равно {\displaystyle f(x)}.[45]

Последнее свойство позволяет с помощью интеграла с верхним переменным пределом записать первообразную функции. Таким образом, оно связывает неопределённый интеграл и определённый следующим соотношением:
{\displaystyle \int f(x)\,dx=\int _{a}^{x}f(t)\,dt+C}
Это равенство также верно в случае если {\displaystyle f} интегрируема и имеет первообразную на {\displaystyle [a;b]}.

## Вычисление
Для вычисления интегралов Римана в простейших случаях используется формула Ньютона-Лейбница, которая является следствием свойств интеграла с верхним переменным пределом.
Формула Ньютона-Лейбница. Пусть {\displaystyle f(x)} непрерывна на {\displaystyle [a;b]}, {\displaystyle F(x)} её первообразная на {\displaystyle [a;b]}, {\displaystyle a\neq b}. Тогда
{\displaystyle \int _{a}^{b}f(x)\,dx=F(b)-F(a)}
При практическом вычислении также используют следующие приёмы:
- Замена переменной. Пусть требуется вычислить интеграл

{\displaystyle \int _{a}^{b}f(x)\,dx}
Выполняется замена {\displaystyle x=\varphi (t)}, после чего пересчитываются пределы интегрирования и дифференциал:
{\displaystyle a=\varphi (\alpha ),b=\varphi (\beta ),dx=\varphi '(t)\,dt}
Тогда
{\displaystyle \int _{a}^{b}f(x)\,dx=\int _{\alpha }^{\beta }f(\varphi (t))\varphi '(t)\,dt}
Для того, чтобы такая замена была законной, требуется непрерывность {\displaystyle f} и непрерывная дифференцируемость и строгая монотонность {\displaystyle \varphi }.
- Интегрирование по частям. Метод интегрирования по частям состоит в применении следующей формулы:

{\displaystyle \int _{a}^{b}u\,dv=(uv){\bigr |}_{a}^{b}-\int _{a}^{b}v\,du}
Формула законна, если {\displaystyle u} и {\displaystyle v} непрерывно-дифференцируемы.
На самом деле многие из указанных условий для формулы Ньютона-Лейбница и перечисленных двух приёмах избыточны и их можно существенно ослабить. Однако такие условия будут более сложными, к тому же, для большинства практически встречающихся случаев указанных условий достаточно. Более того, в приведёном виде эти условия также гарантируют существование всех интегралов, что позволяет ограничиться одной лишь проверкой этих простых условий перед применением соответствующих методов.
- Интегрирование нечётной функции. Пусть {\displaystyle f} нечётная интегрируемая на отрезке {\displaystyle [-a;a]} функция. Тогда

{\displaystyle \int _{-a}^{a}f(x)\,dx=0}
- Интегрирование чётной функции. Пусть {\displaystyle f} чётная интегрируемая на отрезке {\displaystyle [-a;a]} функция. Тогда

{\displaystyle \int _{-a}^{a}f(x)\,dx=2\int _{0}^{a}f(x)\,dx}
- Интегрирование периодической функции. Пусть {\displaystyle f} имеет период {\displaystyle T} и интегрируема на {\displaystyle [0;T]}. Тогда она интегрируема на любом отрезке и для любого {\displaystyle a}

{\displaystyle \int _{a}^{a+T}f(x)\,dx=\int _{0}^{T}f(x)\,dx}

## История
Приведенное выше определение интеграла дано Коши, оно применялось только для непрерывных функций.
Риман в 1854 году (опубликовано в 1868 году, на русском языке впервые в 1914 году) дал это же определение без предположения непрерывности. Современный вид теории Римана придал Дарбу (1879).

## Вариации и обобщения
- Интеграл Римана от частично заданных функций. Иногда интеграл Римана также определяется для функций, заданных на отрезке {\displaystyle [a;b]} везде, за исключением конечного числа точек. Это возможно потому, что для двух функций, отличающихся на отрезке лишь в конечном числе точек, интеграл либо одновременно существует и равен друг другу, либо одновременно не существует.[56] Тогда интеграл Римана от функции, не заданной на конечном числе точек, определяется как интеграл Римана от любого её расширения на весь отрезок. Стоит понимать, что для бесконечного числа точек неопределённости это уже не работает, поскольку любую функцию можно, изменив в бесконечном числе точек, сделать неограниченной.[57]
- Интеграл Римана от векторнозначных функций. Интеграл Римана можно определить для функций, со значениями в любом топологическом векторном пространстве над {\displaystyle \mathbb {R} }. К примеру можно рассмотреть интеграл от вектор-функций (функции из {\displaystyle \mathbb {R} } со значениями в евклидовом пространстве). Такие функции интегрируются покоординатно, из-за чего практически все свойства переносятся и на них тоже.[58]
- Несобственный интеграл Римана. Иногда возникает потребность в рассмотрении интеграла на бесконечном промежутке или от неограниченной функции. Несобственный интеграл это обобщение интеграла Римана на такие случаи. Для бесконечных промежутков несобственный интеграл определяется так:

{\displaystyle \int _{a}^{+\infty }f(x)\,dx=\lim _{y\to +\infty }\int _{a}^{y}f(x)\,dx}
Для конечных промежутков с неограниченной функцией в окрестности верхнего предела определяется так:
{\displaystyle \int _{a}^{b}f(x)\,dx=\lim _{y\to b-}\int _{a}^{y}f(x)\,dx}
Остальные случаи определяются аналогично. Если встречаются бесконечные точки разрыва внутри промежутка или оба предела бесконечны, то интеграл по аддитивности разбивается на несколько.
Ключевая особенность такого определения в том, что для интегрируемых функций такие пределы совпадают с обычными (называемыми собственными для отличия от несобственных) интегралами. Таким образом, несобственный интеграл Римана представляет собой именно обобщение собственного.
- Кратный интеграл Римана. Кратный интеграл берётся от функций многих переменных по некоторому подмножеству {\displaystyle \mathbb {R} ^{n}}. Рассматриваются разбиения этих множеств на измеримые по Жордану подмножества. В них отмечаются точки и составляются интегральные суммы (вместо длин интервалов берутся меры Жордана соответствующих подмножеств). Диаметром подмножества такого разбиения считается супремум всех расстояний между точками. Диаметром самого разбиения — минимальный диаметр разбиений подмножеств. Предел интегральных сумм при стремлении диаметра разбиений к нулю и называется кратным интегралом.

Многие свойства кратных интегралов совпадают с обычными, но некоторые нет (к примеру, формула замены переменных). Вопреки распространённому заблуждению, точным обобщением интеграла Римана не являются, поскольку кратный интеграл берётся по неориентированному множеству, а обычный требует задания направления у отрезка.
- Криволинейный интеграл. Аналогично кратному интегралу, берётся от функции нескольких переменных, однако уже по кривой. Кривая также разбивается на подкривые, значения функции умножаются на длины соответствующих подкривых и суммируются между собой.
- Поверхностный интеграл. Практически аналогично криволинейному интегралу, с тем отличием, что берётся по поверхности, и значения функций в отмеченных точках умножаются на площади соответствующих участков.
- Интеграл Лебега. Альтернативный подход к определению интеграла. Здесь вместо разбиения области определения интегрируемой функции разбивается область значений, после чего точки разбиения умножаются на меры прообразов этих сегментов и суммируются между собой. Такие суммы при увеличении верхней точки разбиения, уменьшения нижней и стремлении его диаметра к нулю стремятся к интегралу Лебега.